# Lepiota cristatoides
Lepiota cristatoides är en svampart som tillhör divisionen basidiesvampar, och som beskrevs av Einhell. Lepiota cristatoides ingår i släktet Lepiota, och familjen Agaricaceae. Arten har ej påträffats i Sverige.